# John Nelson (generale)
Sir Eustace John Blois Nelson (Shenley, 15 giugno 1912 – Oban, 23 dicembre 1993) è stato un generale britannico.

## Biografia
Era il figlio di Roland Nelson e frequentò la West Downs School e Eton College. Sposò Lady Margaret Jane Fitzroy.

## Carriera
Nel 1933 entrò nei Grenadier Guards. Prestò servizio nella Seconda guerra mondiale come comandante del III battaglione dei Grenadier Guards in Italia.
Dopo la guerra divenne comandante del I battaglione paracadutisti in Palestina prima del trasferimento al Ministero della Guerra come generale nel 1948. Fu comandante del I battaglione dei Grenadier Guards a Tripoli (1950-1952), in seguito divenne maggiore generale del Londra District. Nel 1954 entrò a far parte del personale militare britannico a Washington e nel 1959 divenne comandante della IV brigata in Germania. Nel 1966 divenne comandante delle forze britanniche a Berlino. Si è ritirato nel 1968.